# Objektbezogene Aufmerksamkeit
Zur Selektion von visueller Aufmerksamkeit gibt es drei unterschiedliche Theorien. Diese wären die objektbezogene oder objektbasierte Aufmerksamkeit, die orts- oder raumbasierte Aufmerksamkeit, und die dimensionsbasierte Aufmerksamkeit.
Die Theorie der ortsbasierten Aufmerksamkeit vergleicht die Aufmerksamkeit mit einem Lichtkegel (spotlight). Dabei werden Stimuli an den „beleuchteten“ Orten schneller und gründlicher verarbeitet als Stimuli an anderen Orten. Die dimensionsbasierte Aufmerksamkeit hingegen wird nicht auf einen abstrakten Ort im visuellen Feld gerichtet, sondern muss zwischen verschiedenen Stimulusattributen, also zwischen verschiedenen Dimensionen von Attributen selektieren.
Die Theorie der objektbezogenen Aufmerksamkeit, die im Folgenden durch Duncans Experimente näher erklärt wird, besagt, dass die Aufmerksamkeit immer nur auf ein Objekt zu einem bestimmten Zeitpunkt gerichtet werden kann. Wenn man das Objekt in seiner räumlichen Ausdehnung betrachtet, kann es durchaus als „im Spotlight“ interpretiert werden, wodurch ort- und objektbasierte Aufmerksamkeit sich nicht gegenseitig ausschließen. Der Zusammenhang zwischen objektbasierter und dimensionsbasierter Aufmerksamkeit wird durch die Experimente von Müller und O’Grady (2000) veranschaulicht.

## Duncans Experimente
Die Experimente Duncans erbrachten erstmals Hinweise für die Existenz einer objektbasierten Aufmerksamkeit.
John Duncan führte 1984 mehrere Tests mit Probanden durch. Indem er durch eine Begrenzung des Sehwinkels auf unter 1° und die Kontrolle der Anzahl der Dimensionen eines Objekt, sowohl dimensions-, als auch raumbasierte Aufmerksamkeit ausschaltete, konnte er den Einfluss der objektbasierten Aufmerksamkeit untersuchen. Er ging davon aus, dass die Aufmerksamkeit auf nur ein Objekt zu einem bestimmten Zeitpunkt gerichtet werden kann und das Sehen somit auf ein Objekt zu einem Zeitpunkt begrenzt ist. Die Vorüberlegung zum Experiment war, dass Probanden zwei Aspekte eines kurz dargebotenen visuellen Feldes beschreiben sollten. Die Leistung sollte davon abhängen, ob sich die zu beschreibenden Aspekte auf ein oder zwei Objekte beziehen. Zwei Aspekte von nur einem Objekt zu beurteilen, sollte genauso leicht sein, wie lediglich ein Aspekt eines Objektes. Jedoch sollte es schwieriger sein, zwei Aspekte von zwei Objekten zu benennen, da nur ein Objekt zu einem Zeitpunkt wahrnehmbar wäre.

### Versuchsablauf

Duncan begann bei seinen Versuchen mit dem Fixationskreuz(1). Auf Tastendruck erfolgte dann die Präsentation der eigentlichen Testfigur(2) für die vorher festgelegte Dauer. Danach erschien eine Maske(3), die bestehen blieb, bis eine Antwort erfolgte. Anschließend begann der nächste Durchlauf wieder mit dem Fixationskreuz(4).

Für diese Experimente zeigte er den Versuchspersonen zwei verschiedene Objekte. Hierbei handelte es sich um ein vertikal orientiertes Rechteck, dessen Größe zu beurteilen war und entweder in der rechten oder in der linken Seite eine kleine Lücke hatte. Das andere Objekt war eine das Rechteck durchziehende Linie, die entweder gepunktet oder gestrichelt war und dessen Neigung im Uhrzeigersinn oder gegen den Uhrzeigersinn verlief, sodass also jedes der beiden Objekte zwei unabhängige Attribute aufwies. Für jede Versuchsperson waren nur zwei dieser Attribute relevant und auch nur diese variierten. Es gab verschiedene Versuchsanordnungen. Entweder musste der Proband ein Attribut eines Objektes beurteilen, zwei Attribute eines Objekts oder es variierten zwei Attribute von beiden Objekten.

### Ergebnisse
Wenn nur ein Objekt beachtet wurde, gab es sehr ähnliche Leistungen für das Urteil zu einem Attribut wie für Doppelurteile zu zwei Attributen. Es kam also zu keiner Beeinträchtigung der Leistungen bei dem zweiten Urteil. Wenn jedoch zwei Objekte beachtet wurden, gab es einen Abfall in der Leistung bei zwei Urteilen, was sich jedoch auf das zweitgenannte Urteil begrenzte. Es kam möglicherweise zu Konkurrenz um die Aufmerksamkeit, wobei Daten zeigen, dass das Objekt, dessen Eigenschaft zuerst beurteilt werden sollte, favorisiert wurde, da die Leistungen bei dem zweiten Urteil abfielen.
Die Ergebnisse der Experimente können nicht mit der orts- oder dimensionsbasierten Aufmerksamkeit erklärt werden, da Duncan Aspekte der orts- und dimensionsbasierten Aufmerksamkeitstheorien während der Experimente kontrollierte (<1° Sehwinkel, Dimension von Attributen), sodass Duncan mit diesen Experimenten Belege für objektbasierte Wahrnehmung und Aufmerksamkeit erbrachten.

## Weiterführende Forschung
Spätere Experimente zum Thema Aufmerksamkeit (Müller, H.J., O’Grady, R.B., 2000) beschäftigten sich mit einem anderen Aspekt der Aufmerksamkeit: dem dimensionsbasierten Ansatz. Hierin sollte vor allem die Beziehung der einzelnen Theorien der selektiven visuellen Aufmerksamkeit zueinander geklärt werden. Das Ergebnis der Untersuchung war ein Beleg für die Existenz von sowohl dimensions- als auch objektbasierter Aufmerksamkeit. Es konnte aber keine Abhängigkeit zwischen diesen festgestellt werden. Dimensions- und objektbezogene Aufmerksamkeit scheinen also gleichzeitig und unabhängig voneinander zu wirken.